# Río Hunza

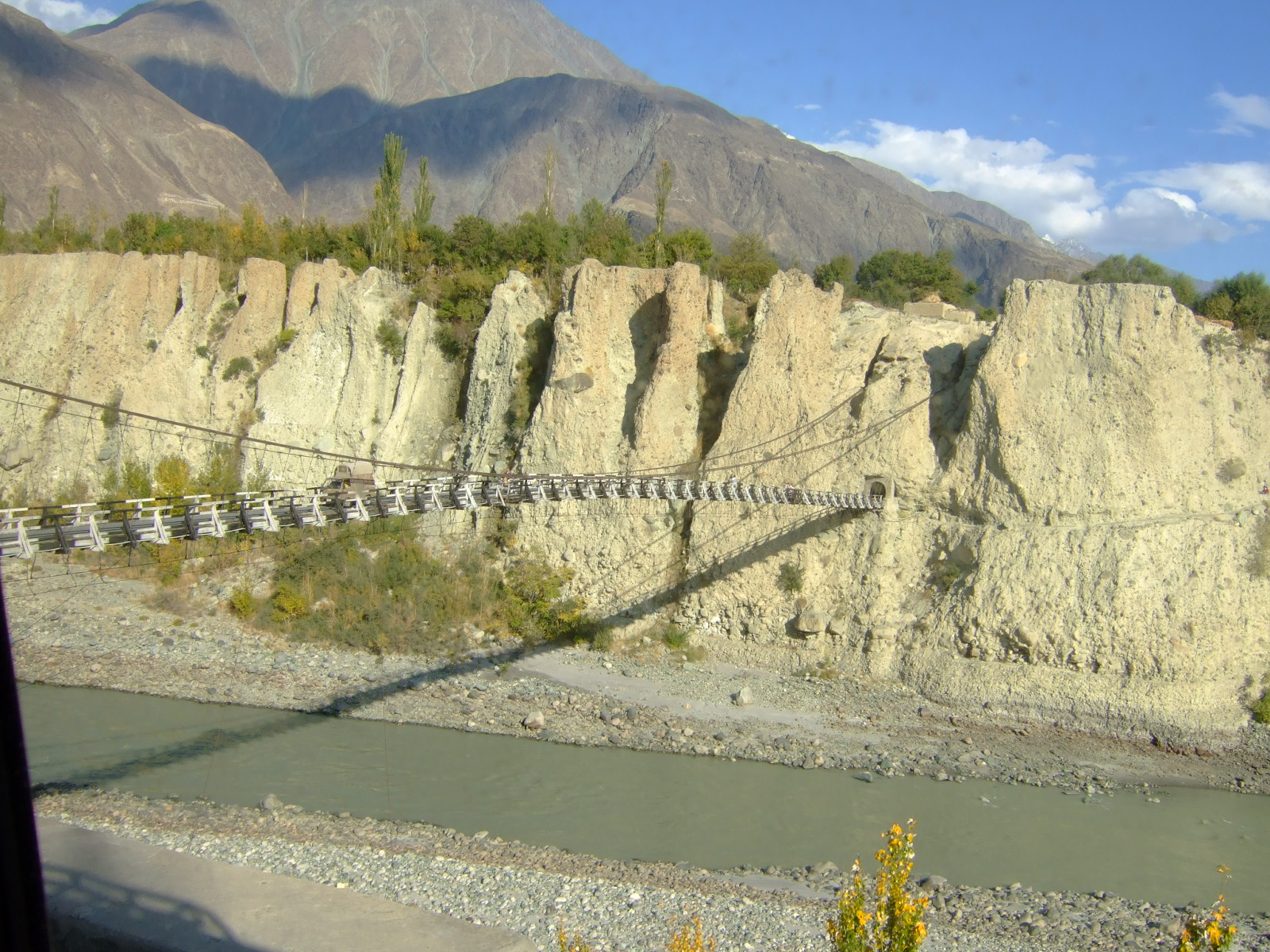
Vista del río Hunza desde la Universidad de Karakorum, Puente Danyor

Río Hunza (en urdu دریائے ہنزہ) es el río principal de Hunza en Gilgit-Baltistan, Pakistán. Está formado por la confluencia de las nalas (gargantas) de Chapursan y  Khunjerab que son alimentadas por glaciares. Está unido por el río Gilgit y el río Naltar, antes de desembocar en el río Indo.
El río atraviesa la cordillera de Karakoram, fluyendo de norte a sur. La autopista Karakoram (N-35) discurre a lo largo del valle del río Hunza, cambia al valle del río Khunjerab en el punto de confluencia y finalmente llega al paso de Khunjerab en la frontera con la provincia china de Xinjiang. El río está embalsado en parte de su recorrido.
El desastre del deslizamiento de tierra de Attabad en enero de 2010 bloqueó completamente el valle de Hunza. Fruto de ese deslizamiento se formó un nuevo lago, ahora llamado Attabad Lake o Gojal Lake. El deslizamiento de tierra cubrió por completo secciones enteras de la autopista Karakoram.
El río Hunza está siendo modificado por el cambio climático.